# École supérieure des technologies industrielles avancées
Die École supérieure des technologies industrielles avancées (ESTIA) ist eine französische Ingenieurhochschule, die 1985 gegründet wurde.
Die Hochschule bildet Ingenieure mit einem multidisziplinären Profil aus, die in allen Bereichen der Industrie und des Dienstleistungssektors arbeiten.
Ihren Sitz hat die Schule in Bidart im Département Pyrénées-Atlantiques. Sie ist Partner der groupe ISAE.